# Вероніка донецька
Вероніка донецька (Veronica donetzica) — вид квіткових рослин родини подорожникових (Plantaginaceae).

## Біоморфологічна характеристика
Це багаторічна рослина.

## Поширення
Ендемік України.
Ізотип походить із Луганської області, с. Провалля, урочище Королівські скелі.